# گیلرمو کاستیلو والنسیا
گیلرمو کاستیلو والنسیا (اسپانیایی: Guillermo Valencia Castillo) (۲۹ اکتبر ۱۸۷۳ – ۸ ژوئیهٔ ۱۹۴۳) در پوپایان، کلمبیا در خانواده‌ای اسپانیایی اصل متولد شد.
او شاعر، دیپلمات و سیاستمدار بود که جایگاه بالایی را کسب کرد تا جایی که برای پست رئیس‌جمهور کلمبیا نامزد شده و یک کرسی در مجلس سنا بدست آورد.

## شهرت
او تمرکزش در کار شعر را در مدرسه کشیشان فرانسه آغاز کرد. به پاریس سفر کرد و با رابین داریو که یک شاعر نیکاراگوایی و از سران شعر نو اسپانیایی بود آشنا شد.

گیلرمو یکی از مهمترین اعضای جریان مدرنیستی شد که اثری از او بنام آیینهای ۱۸۹۹ دراین رابطه بود.
چند سال بعد پسرش گیلرمو لئون والنسیا در سالهای ۱۹۶۲ و ۱۹۶۶ به ریاست کلمبیا رسید.
گیلرمو والنسیا، که اکنون عضو یک خانواده برجسته‌ای نیز شده بود مطالعاتی در علوم انسانی انجام داد و به‌طور گسترده علوم سنتی انسانی را در چندین زبان مطالعه کرد. دیدگاه‌های گسترده و متوازن او در افقهای گسترده‌تر جهانی در شخصیت ادبی و سیاسی او نیز نمایان است. بینش ادبی او درداخل و خارج از کشوراز او یک تصویر خالق العاده به عنوان یک رهبر با تجربه مدرن ساخته‌است.